# 馬場町 (鳥取市)
馬場町（ばばのちょう）は、鳥取県鳥取市の町名。郵便番号は680-0014。

## 地理
市の北東部、本陣山の南西。

## 歴史
馬場町は明治初年から現在の町名である。江戸期は鳥取城下の武家屋敷地で、通称地名として存在し、廃藩置県に伴い、町として起立する。1889年（明治22年）、鳥取市に所属する。

## 人口
1876年（明治9年）の人口は281人、戸数は76戸。2024年（令和6年）8月31日現在の人口は182人、世帯数は89世帯。

## 地域

### 施設
宗教
- 大隣寺（臨済宗妙心寺派）
- 本慈院（日蓮宗）
- 芳心寺（日蓮宗）
- 完龍院（日蓮宗）

### 相談
かつて存在した法律事務所
- 中田正子法律事務所 - 1940年に日本で初めて女性弁護士となった中田正子は、 1950年鳥取市馬場町に法律事務所を開業、岡崎平内の屋敷の応接間を使用した[4]。

## 出身人物
- 岡崎平内（旧鳥取藩士、初代鳥取市長）
- 本部泰（旧鳥取藩士、愛媛県知事）[5]